# نيكولا ديشان (كاهن كاثوليكي)
نيكولا ديشان (بالفرنسية: Nicolas Deschamps) هو كاهن كاثوليكي فرنسي، ولد في 12 ديسمبر 1797 في وييوفرانش سور سئون في فرنسا، وتوفي في 29 مايو 1873 في آكس أون بروفانس في فرنسا.